# 大島信彦
大島 信彦（おおしま のぶひこ、1959年（昭和34年） - ）は、日本のテレビプロデューサー、実業家。テレビ東京ミュージック代表取締役社長。
元テレビ東京コミュニケーションズ代表取締役社長。元テレビ東京制作の代表取締役社長。テレビ東京制作局長、テレビ東京ミュージック非常勤取締役。以前は制作局CP制作チームのチーフプロデューサー。中央大学法学部政治学科卒。モーニング娘。から演歌までテレビ東京の音楽番組を幅広く担当する。2007年7月1日付で制作局次長。2008年6月末までは、同局CP兼任だった。2009年6月24日から2011年3月31日まではデジタル事業推進局長。2018年6月19日まで取締役(制作局担当)。同年6月20日付で現職。
音楽班とは作風が異なるが、最近では日曜ゴールデンの『田舎に泊まろう!』を担当している。2024年7月限りでテレビ東京を定年退職した。

## 主なレギュラー担当番組
- 年忘れにっぽんの歌、夏祭りにっぽんの歌

番組内容に関して千葉県や富山県で基調講演を行っている。

## 過去の担当番組
- 関口宏のテレビあッとランダム（ディレクター）
- 徳光のTVコロンブス（ディレクター）
- モーニング娘。オーディション特番など
- 『演歌の花道』スペシャル（演出）
- 月曜エンタぁテイメント『みのサリバンショー』
- ハロー!モーニング（チーフプロデューサー）
- 田舎に泊まろう!（チーフプロデューサー）
- お茶の間の真実・もしかして私だけ!?（チーフプロデューサー）
- Ya-Ya-yah
- 奥さまは外国人